# Наум Наумовски
Наум Николов Наумовски с псевдоним Борче (на македонска литературна норма: Наум Наумовски - Борче) е югославски партизанин, народен герой на Югославия и обществено-политически деец в Социалистическа република Македония.

## Биография
Роден е на 1 май 1920 година в град Крушево. През 1941 година става член на ЮКП.
През януари 1942 година заменя Мише Ивановски като секретар на Местния комитет на ЮКП в Крушево, а след това помощник-политически комисар на Крушевския народоосвободителен партизански отряд „Питу Гули“. По-късно е помощник-комисар на втора оперативна зона на НОВ и ПОМ, политически комисар на втора македонска ударна бригада (март 1944 до 25 август 1944), политически комисар на Четиридесет и първа македонска дивизия на НОВЮ, политически комисар на Петнадесети корпус на НОВЮ. Сътрудничи на вестник „Народна борба“.
След освобождението на Югославия е член на Събранието и Изпълнителния съвет на СРМ, член на ЦК на ЮКП.
Носител е на „Партизански възпоменателен медал 1941“ и други високи югославски отличия. Обявен е за народен герой на Югославия на 20 декември 1951 година.